# آلفرد ابل
آلفرد ابل (انگلیسی: Alfred Abel؛ ۱۲ مارس ۱۸۷۹ – ۱۲ دسامبر ۱۹۳۷) کارگردان و هنرپیشه اهل آلمان بود. وی بین سال‌های ۱۹۱۳ تا ۱۹۳۷ میلادی فعالیت می‌کرد.
از فیلم‌هایی که وی در آن نقش داشته‌است، می‌توان به متروپلیس، شبح، خاک سوزان، دارایی‌های دوک بزرگ و ماری اشاره کرد.